# Populismo de izquierda
El populismo de izquierda es una ideología política que combina política de izquierda con elementos y retórica propios del populismo. De acuerdo con la definición de Cas Mudde, el populismo es una ideología política que divide a la sociedad en dos entes homogéneos y antagonistas: el pueblo y las élites, argumentando que la política debe ser la expresión de la voluntad general del primero. La retórica de populismo de izquierda a menudo consta de sentimientos antielitistas, oposición al sistema y hablar para la «gente».
Los temas importantes para la izquierda populista normalmente incluyen anticapitalismo, justicia social y antiglobalización, mientras que la ideología de la clase social o la teoría socialista no es tan importante como para los partidos de la izquierda tradicional. La crítica al capitalismo y a la globalización están ligadas al antiamericanismo a raíz de acciones de guerra de Estados Unidos impopulares, especialmente las de Oriente Próximo. Se ha considerado que la izquierda populista no excluye a los demás y confía en los ideales igualitarios. Algunos estudiosos señalan también a movimientos populistas de izquierda nacionalista, una característica exhibida por el kemalismo en Turquía por ejemplo. Para el apoyo de los partidos populistas de izquierda  a los derechos de las minorías entre otros, se ha usado el término «populismo inclusivo».

## Por país

### Países europeos

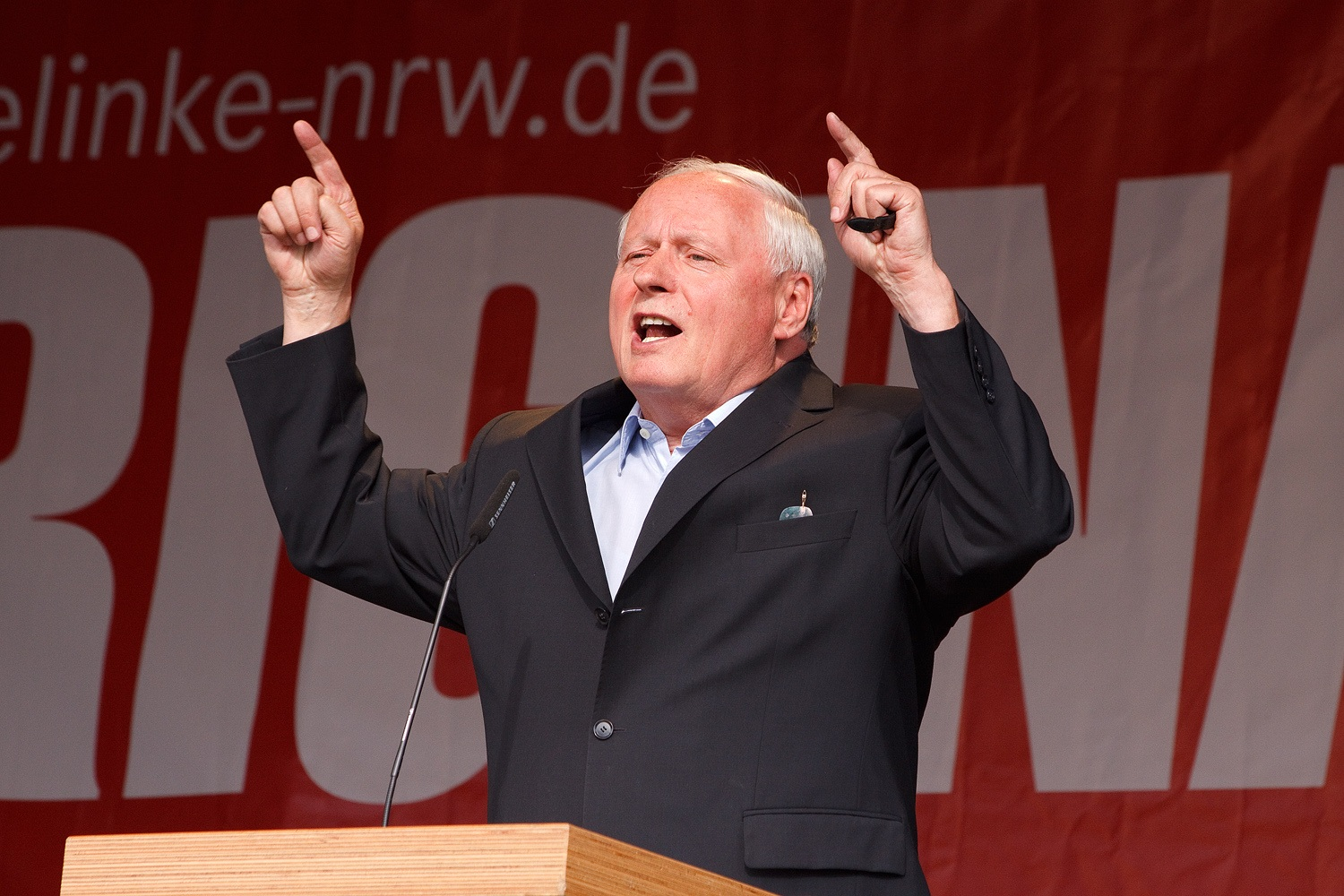
El polítco alemán Oskar Lafontaine, miembro de La Izquierda.

#### Alemania
El Partido del Socialismo Democrático fue explícitamente estudiado como un populismo de izquierda, especialmente por estudiosos alemanes. El partido se formó después de la reunificación de Alemania y era similar a los populistas de derecha en que confiaban en el antielitismo y la atención de los medios de comunicación proporcionada por un liderazgo carismático. El partido competía hasta cierto punto por la misma base de votantes que los populistas de derecha, aunque confiaba en una plataforma más estable en Alemania Oriental. Esto se vio limitado por los sentimientos antiinmigración de algunos votantes, aunque fue Oskar Lafontaine el que traspasó los límites al usar un término anteriormente asociado con el Partido Nazi, Fremdarbeiter («trabajadores extranjeros»), en su campaña de elección en 2005. El PDS se fusionó con La Izquierda en 2007.

#### España
El partido de izquierda Podemos consiguió el 8% del voto nacional en la elección a la Eurocámara en 2014. Para evitar el lenguaje típico de los populistas de derecha Podemos es capaz de atraer a los votantes izquierdistas decepcionados con el establishment político sin tomar partido en la batalla política regional. En las elecciones para el parlamento nacional de 2015, Podemos logró el 20,65% del voto y se convirtió en el tercer partido con mayor representación en el parlamento tras el PP con el 28,71% y el PSOE con 22,02%. En el nuevo parlamento, Podemos ocupó 69 de los 350 escaños. Este apoyo masivo se intensificó en la repetición electoral del 2016, donde lograron 71 escaños, amenazando la posición del PSOE como fuerza hegemónica de la izquierda española y acabando con el tradicional bipartidismo en España.

#### Grecia
Syriza, que se convirtió en el mayor partido desde las elecciones de enero de 2015, ha sido descrito como  el partido populista de izquierda después de que su plataforma incorporó la mayoría de demandas de los movimientos populares en Grecia durante la crisis de deuda pública. Los rasgos populistas en la plataforma de Syriza incluyen la creciente importancia de «la gente» en su retórica y el antagonismo durante la campaña «nosotras/las personas en contra de ellos/el establishment». Syriza es inclusiva en lo que respecta a los derechos de los inmigrantes y de las personas LGBT. La propia Syriza no acepta la etiqueta «populista».

#### Países Bajos
El Partido Socialista ha liderado una plataforma a plataforma populista de izquierda después de caer su vía comunista en 1991. A pesar de que algunos han señalado que el partido se ha convertido con los años en menos populista, todavía incluye el anti-elitismo en sus manifiestos de elección reciente. Se opone a lo que ve como un super-Estado europeo.

### Países americanos

#### Argentina
En Argentina, el principal ejemplo de populismo izquierdista es el kirchnerismo, Posteriormente, el gobierno de Alberto Fernández adoptaría algunas políticas kirchneristas[cita requerida]

#### Bolivia
Durante la presidencia de Hernán Siles Zuazo se practicó el populismo de izquierda, lo mismo que en los liderazgos de Evo Morales y Álvaro García Linera. Los actuales gobernantes Luis Arce Catacora y David Choquehuanca también practican el populismo de izquierda.

#### Colombia
El político de izquierday actual presidente de Colombia, Gustavo Petro, ha sido descrito como populista por gran parte de la escena política del país. Dichos calificativos han sido utilizados por sectores de la derecha colombiana e iberoamericana, el centro y la propia izquierda.

#### Costa Rica
José María Villalta, exdiputado y dos veces candidato presidencial del partido izquierdista Frente Amplio, ha sido calificado de populista por el periódico conservador La Nación y como parte de una campaña negativa (denominada «campaña del miedo») emprendida por sus adversarios políticos.

#### Ecuador
Rafael Correa, el ex-Presidente de Ecuador, ha acentuado la importancia de un «discurso populista» y ha integrado tecnócratas para trabajar dentro de este contexto para el pueblo ecuatoriano. En el conflicto entre pueblos indígenas y el Gobierno, Correa ha culpado a ONGs extranjeras de explotar a personas indígenas.

#### Estados Unidos
Candidato finalista a la presidencia por el Partido Demócrata en 2016 y 2020 y senador, Bernie Sanders ha sido descrito como populista. También hay facciones populistas en el Partido Demócrata.

#### México
Andrés Manuel López Obrador, y su partido gobernante, el Movimiento de Regeneración Nacional, son considerados populistas de izquierda por naturaleza. El énfasis de su discurso en temas como la corrupción o la distribución de la riqueza, utilizando una «retórica del enojo» y en detrimento de otros asuntos, ha motivado —entre otras razones— que haya sido calificado de populista.

#### Perú
El término «izquierda provinciana» se usa para referirse a las agrupaciones del país que se originaban en la sierra peruana y promovían visiones conservadoras. El investigador Juan Carlos Ubilluz Rayada describía en la revista del Instituto de Defensa Legal que los líderes políticos «populistas de izquierda» fueron sometidos a una «maquinaria mediática-económica-política-militar» de grupos de poder de la derecha política para que, en sus futuros gobiernos, fueran tachados de «neoliberales con programas asistencialistas». Entre los presidentes a los que se les atribuyeron discursos populistas se encuentran Ollanta Humala y Pedro Castillo.

#### Venezuela
La presidencia de Hugo Chávez se pareció a una combinación de sabiduría popular y liderazgo carismático con doctrina socialista. El Gobierno de Chávez fue también descrito a como un retroceso hacia el nacionalismo populista y el «redistributivismo». Al populismo de Chávez le seguiría el de su sucesor, Nicolás Maduro.

## Otras lecturas
- Albertazzi, Daniele; McDonnell, Duncan (2008). Twenty-First Century Populism. Palgrave MacMillan. ISBN 9780230013490.
- Weyland Kurtt (2013). «The Threat from the Populist Left». Journal of Democracy 24 (3): 18-32. 2013. doi:10.1353/jod.2013.0045.
- March Luke (2007). «From Vanguard of the Proletariat to Vox Populi: Left-Populism as a 'Shadow' of Contemporary Socialism». SAIS Review of International Affairs 27 (1): 63-77. 2007. doi:10.1353/sais.2007.0013.